# Gérard Mermet
Pour les articles homonymes, voir Mermet.
 (octobre 2021).
Gérard Mermet, né le 27 juin 1947 à Lyon, en France, est un sociologue français, spécialiste de l’analyse des modes de vie, du changement social, de la consommation, et prospectiviste. Il est directeur-fondateur du cabinet d’étude et de conseil Francoscopie.

## Biographie
Après avoir obtenu un diplôme d'ingénieur à l'école des Arts et Métiers (Cluny et Paris) puis un MBA à l’Université Columbia (New-York), Gérard Mermet commence sa carrière en exerçant différentes fonctions managériales dans des entreprises. Il est notamment directeur exportation au sein du groupe français Essilor puis directeur du département produits alimentaires chez Gloria (filiale du groupe alimentaire américain Carnation). En 1982, il est chargé de cours dans un programme de DESS à l'Université Paris-Dauphine.
II s’oriente ensuite vers la sociologie, se consacrant en particulier à l'observation du changement social et à l'évolution des modes de consommation. En 1985, il publie chez Larousse Francoscopie, le premier ouvrage de synthèse sur la société française. L'ouvrage fera l’objet depuis de quatorze éditions nouvelles, à raison d'une tous les deux ans environ. En 1994, il fonde le cabinet d'étude Francoscopie (voir lien externe), qui éclaire les entreprises privées et organismes publics sur les évolutions de l'environnement socioéconomique, et analyse leurs conséquences à court ou moyen terme pour leurs secteurs d'activités.
Entre 1988 et 1995, il produit et anime des émissions hebdomadaires de société sur Radio France Internationale : Francoscopie, puis Succès. Conférencier et intervenant dans le cadre de nombreux événements (congrès, conventions, colloques, séminaires, médias...), il effectue également des missions internationales pour le compte du Ministère des Affaires Étrangères : Hong-Kong et Chine (1995), Canada (1996), Australie et Nouvelle-Zélande (1997), Russie (2004)...
Il est membre de la Commission de réflexion sur les mécanismes de baisse des prix mise en place en 2008 par le ministère de l'Économie et des Finances, ainsi que de plusieurs conseils scientifiques et groupes de réflexion : ADETEM, Kairos, IPEA, Figures de France...
Il est marié et père de deux enfants.

## Néologismes
Pour mettre en évidence les tendances qu'il a observées, Gérard Mermet a utilisé des néologismes dont certains ont été largement repris dans les milieux professionnels et les médias[réf. nécessaire] : égologie ; société mécontemporaine, ou « société du non » ; société de consolation ; avantages exquis ; alicaments ; société centrifuge ; sexygénaires ; écolonomie ; homo-zappens ; les Quarante Peureuses (1975-2015)… Il a également bâti une typologie des « trois France face à l'avenir » : Mutants, Mutins et Moutons (décrite pour la première fois dans l'édition 2001 de Francoscopie). Ou celle des « trois France face à la crise » (Tranquilles, Agiles et Fragiles).

## Publications
- Marketing : les règles du jeu, éditions Clet (France) et Agence d'Arc (Canada), 1984
- Vous et les Français (avec Bernard Cathelat), Flammarion, 1985.
- La bataille des images (avec Jean-Marie Cotteret), Larousse, 1986.
- Démocrature. Comment les médias transforment la démocratie, Aubier, 1987.
- Monsieur le futur Président, Aubier, 1988.
- Les Français en questions. Entretiens avec vingt et une personnalités françaises, RFI / Revue des deux mondes, 1989.
- Euroscopie. Les Européens, qui sont-ils, comment vivent-ils ?, Larousse, 1991.
- La Piste française, First édition, 1994.
- Tendances. Les Nouveaux Consommateurs, Larousse, éditions 1996 et 1998.
- Révolution ! Pour en finir avec les illusions françaises, éditions Louis Audibert, 2006.
- Les Français dans l'objectif. Textes de l'ouvrage de photographies de Gilles Bassignac et Jean-Michel Turpin, La Martinière, 2012.
- Francoscopie, Larousse, 14 éditions entre 1985 et 2013.
- Réinventer la France. Manifeste pour une démocratie positive, L’Archipel, 2014.
- Francoscopie 2030. Nous, aujourd'hui et demain, Larousse, 2018.
- Réinventons l'avenir ! Pour un Grand Pacte de Solidarité post-covid, l'Archipel, 2021.